# Općina Prilep
Općina Prilep (makedonski: Општина Прилеп) je jedna od 80 općina Sjeverne Makedonije koja se prostire na jugu Sjeverne Makedonije. 
Upravno sjedište ove općine je grad Prilep.

## Zemljopisne osobine
Općina Prilep je najveća u Makedoniji, proteže se kroz kotlinu Pelagoniju i planinski kraj Mariovo. Jedini veći vodotok u općini je Crna Reka.
Općina Prilep graniči s općinom Čaška na sjevero istoku, te s općinom Kavadarci na istoku, s općinom Novaci na jugu, s općinom Mogila na jugozapadu, s općinom Krivogaštani na zapadu, te s općinom Dolneni na sjeverozapadu.
Ukupna površina Općine Prilep je 1 194,44 km².

## Stanovništvo
Općina Prilep  ima 76 768 stanovnika. Po popisu stanovnika iz 2002. nacionalni sastav stanovnika u općini bio je sljedeći; .

## Naselja u Općini Prilep
Ukupni broj naselja u općini je 59, od njih su 58 sela i jedan grad Prilep.

## Pogledajte i ovo
- Prilep
- Pelagonija
- Sjeverna Makedonija
- Općine Sjeverne Makedonije

## Vanjske poveznice
- Općina Prilep na stranicama Discover Macedonia